# Andrea Minguzzi
Andrea Minguzzi (Castel San Pietro Terme, 1 de febrero de 1982) es un deportista italiano que compitió en lucha grecorromana.
Participó en dos Juegos Olímpicos de Verano, obteniendo la medalla de oro en Pekín 2008, en la categoría de 84 kg, y el 17.º lugar en Atenas 2004.
Ganó dos medallas de bronce en el Campeonato Europeo de Lucha, en los años 2007 y 2008.

## Palmarés internacional
| Juegos Olímpicos   | Juegos Olímpicos    | Juegos Olímpicos  | Juegos Olímpicos |
| Año                | Lugar               | Medalla           | Categoría        |
| ------------------ | ------------------- | ----------------- | ---------------- |
| 2008               | Pekín (China)       | Medalla de oro    | 84 kg            |
| Campeonato Europeo |                     |                   |                  |
| Año                | Lugar               | Medalla           | Categoría        |
| 2007               | Sofía (Bulgaria)    | Medalla de bronce | 84 kg            |
| 2008               | Tampere (Finlandia) | Medalla de bronce | 84 kg            |